# Dryobalanops aromatica

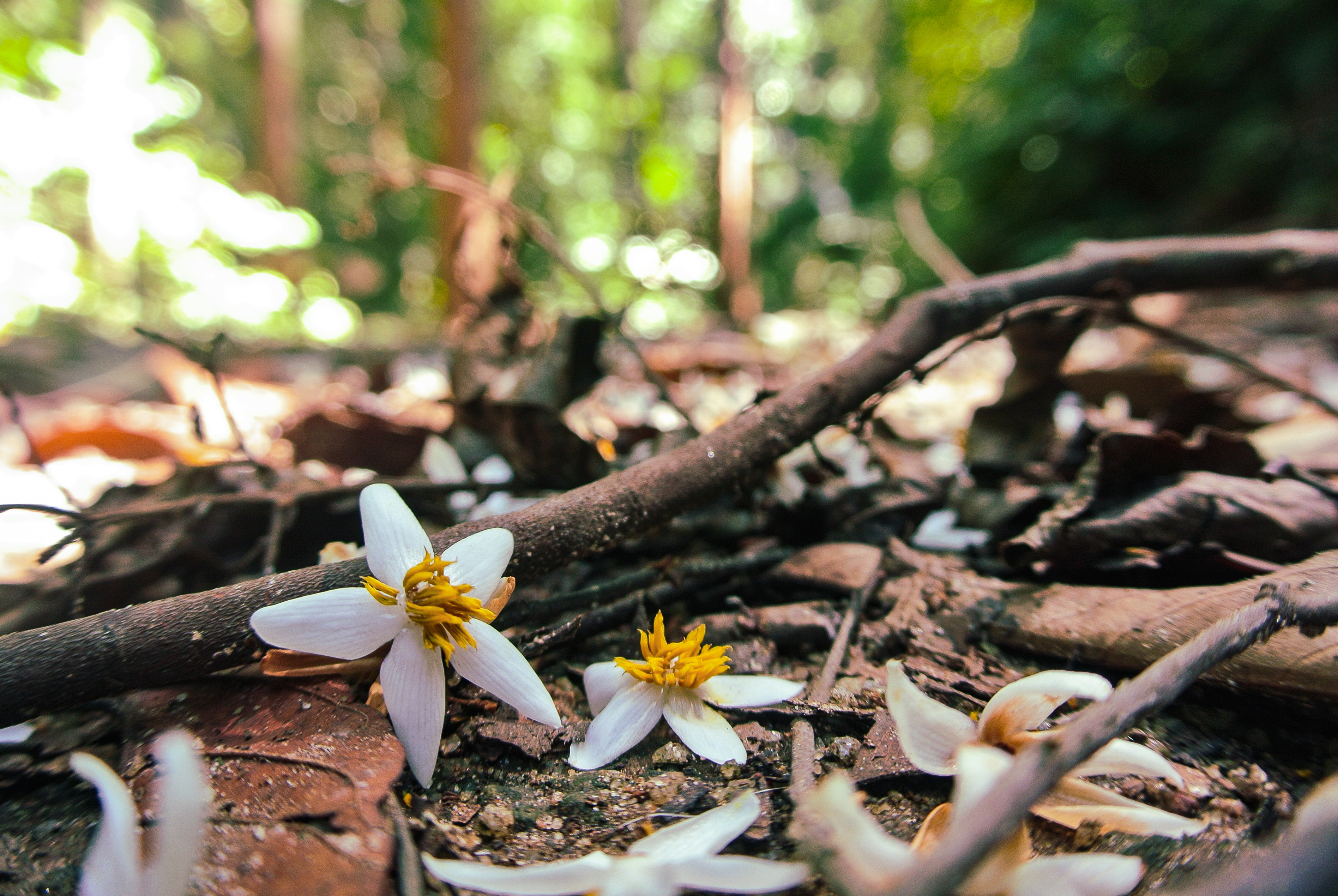
Abgefallene Blütenkronen

Dryobalanops aromatica (Synonym: Dryobalanops camphora) oder der Borneo-, Sumatrakampferbaum, ist ein Baum in der Familie der Flügelfruchtgewächse aus Borneo, Sumatra und Malaysia.

## Beschreibung
Dryobalanops aromatica wächst als immergrüner, recht schnellwüchsiger Baum bis über 65 Meter hoch. Der Stammdurchmesser erreicht über 2 Meter. Es werden hohe Brettwurzeln ausgebildet. Die gräuliche Borke ist im Alter abblätternd bis schuppig.
Die wechselständigen Laubblätter sind kurz gestielt. Die eiförmigen bis elliptischen, bespitzten bis zugespitzten oder geschwänzten Blätter sind ledrig und ganzrandig. Die Blätter sind kahl und oberseits dunkelgrün, unterseits sind sie hellgrün. Die Nervatur ist fein gefiedert und die Mittelader ist oberseits eingeprägt. Es sind kleine, abfallende Nebenblätter vorhanden.
Es werden kurze, end- oder achselständige, wenigblütige Rispen gebildet. Die zwittrigen und fünfzähligen Blüten mit doppelter Blütenhülle sind weiß. Der kahle, becherförmige und fünflappige Kelch ist ledrig. Die Petalen sind ausladend. Es sind bis zu 30 kurze, an der Basis verwachsene Staubblätter mit länglichen, bespitzten Antheren vorhanden. Es ist ein kleiner, oberständiger und kahler, dreikammeriger Stempel mit kleiner Narbe ausgebildet.
Es werden holzige Flügelfrüchte mit den vergrößerten, ungleichen Kelchblättern gebildet. Die eiförmige, kahle und meist einsamige, bespitzte Nuss im Kelchbecher ist bis 3 Zentimeter lang und die geaderten Flügel bis 6 Zentimeter.

## Verwendung
Der Baum produziert Campher, und zwar Borneokampfer. Allerdings ist die Ausbeute gering und die Bäume müssen dazu gefällt werden. Auch von Dryobalanops beccarii und Dryobalanops lanceolata kann Campher erhalten werden.
Das aromatische Holz ist mittelschwer und mäßig beständig, es ist bekannt als Kapur.